# Charles Eraña Guruceta
Le bienheureux Charles Eraña Guruceta, né le 2 novembre 1884 à Aozaraza-Arechavaleta (Guipuscoa) et mort le 18 septembre 1936, est un religieux et martyr espagnol; l'Église catholique le célèbre le 18 septembre.

## Biographie
Il fit sa profession religieuse dans la Société de Marie (Marianistes) le 9 septembre 1903 et ses vœux perpétuels le 15 août 1908. Il consacra toute son activité à l'éducation des jeunes enfants dans laquelle il excellait. Il exerça successivement à Escoriaza, Villafranca de Oria (aujourd'hui Ordizia) et Madrid, dans des écoles dirigées par les marianistes. Il fut aussi le directeur apprécié de plusieurs de leurs établissements scolaires, en particulier le collège Nuestra Señora del Prado de Ciudad Real (1916-1927), mais aussi à Tétouan (Maroc) (1927-1933) et Madrid, au Colegio Nuestra Señora del Pilar, de 1933 jusqu'à sa mort. Il était aussi connu pour sa grande attention aux plus pauvres.
Le 24 juillet 1936, le collège des marianistes de Madrid fut incendié par des milices républicaines, et la communauté se dispersa.
Charles Eraña fut arrêté deux fois puis relâché. Il s'enfuit à Ciudad Real, mais la persécution y faisait également rage. Il considéra de son devoir de prendre en charge les religieux marianistes dispersés dans la ville dans des pensions ou chez des particuliers, et jusqu'à sa détention, il se chargea de leur fournir soutien moral et ressources nécessaires pour vivre. De nouveau arrêté, le 6 septembre, il fut conduit à l'ancien séminaire transformé en prison. Au cours de sa captivité, comme au cours des jours précédents, il donna un témoignage impressionnant de sérénité, de vie de prière et de disponibilité à la volonté de Dieu. Il fut fusillé à Alarcos le 18 septembre, en même temps que sept laïcs.
Il fait partie du groupe des 45 martyrs d’Espagne béatifiés par le pape Jean-Paul II le 1er octobre 1995 à Rome,. 
Avec lui ont été également béatifiés deux autres religieux marianistes : les frères Fidel Fuidio Rodríguez (1880-1936) et Jesús Hita Miranda (1900-1936). Tous trois étaient des éducateurs. La persécution les a conduits jusqu'à Ciudad Real où ils ont été arrêtés puis finalement mis à mort. Dans la Famille marianiste, leur mémoire liturgique est célébrée ensemble, le 18 septembre. 
À Ciudad Real, un collège porte son nom (le Colegio Público "Carlos Eraña"), ainsi qu'une rue, aux côtés du collège Nuestra Señora del Prado dont il fut le directeur.